# Малышево (Селивановский район)
Малышево — село в Селивановском районе Владимирской области России, центр Малышевского сельского поселения.

## География
Село расположено в 26 км на юго-запад от райцентра Красной Горбатки на автодороге «Владимир — Муром».

## История
Село Малышево в 1627 году было пожаловано царём Михаилом Фёдоровичем дьяку Ивану Грязнову за его Астраханскую службу; в селе были церковь Успения Пречистыя Богородицы и другая церковь во имя Святого Николая Чудотворца. В 1844 году Казанской губернии помещик Коллежский регистратор Владимир Михайлович Есипов подал покорнейшее прошение. В прошении идёт речь о переселении жителей села на новое место и построении новой каменной церкви вместо обветшавшей старой. По преданию, жители старого села вымерли от чумы, и на этом проклятом месте больше не селились. Помещик Есипов отличался особенной ревностью к храму божьему, заботился о том, что бы его крепостные исправно посещали церковь и нерадивых в этом отношении наказывал разными принудительными работами. 19 октября 1847 года Георгиевский священник Фёдор Веселовский рапортовал во Владимирскую духовную консисторию об освящении храма в селе Малышево и учинение подписи на кресте. Через 23 года в 1870 году по просьбе прихожан престол в этом храме был переименован в честь Святого Николая Чудотворца. В 1874 году село Малышево подверглось ужасному бедствию. По материалам государственного архива Владимирской области в деле «Об образовании Его Высокопреосвященством церкви Судогодского, Меленковского и Муромского уезда» за 1874 год рассказывается: «Сентябрь 20 день. Село Малышево: село подверглось в настоящее время пожару, но церковь однако осталась цела, только сгорела церковная сторожка. Прихожане мало усердны к церкви; церковь каменная, но холодная, без печей, утварь бедная, решётки в окнах не прочные, потому что в иных местах прикреплены проволокою. Священник Селин по недавнему здесь и лучшего ничего не успел сделать для церкви». Кроме каменной церкви в Малышеве была ещё тёплая, деревянная церковь во имя Покрова Пресвятой Богородицы. До 1875 года эта церковь стояла на кладбище (на прежнем церковном месте), а потом была перенесена к каменной церкви и обращена в тёплую. Время первоначального устройства этой церкви не известно. В Малышеве с 1888 года действовала церковно-приходская школа. Церковь в селе была закрыта примерно в 1926 году. В годы советской власти в здание храма располагались слесарные мастерские, затем школьный интернат, позднее после открытия нового школьного интерната здание церкви и вовсе стало заброшенно.
До революции село Драчевской волости Меленковского уезда Владимирской губернии, с 1926 года — в составе Муромского уезда. В 1926 году в селе было 119 дворов.
С 1929 года село являлось центром Малышевского сельсовета Селивановского района Владимирского округа Ивановской Промышленной области, с 1936 года — в составе Ивановской области, с 1944 года — в составе Владимирской области, с 2005 года — центр Малышевского сельского поселения.

## Население
| 1859 | 1905 | 1926 | 2002 | 2010 | 2021 |
| ---- | ---- | ---- | ---- | ---- | ---- |
| 411  | ↗457 | ↗576 | ↗786 | ↗799 | ↗810 |

## Инфраструктура
В селе расположены Малышевская средняя общеобразовательная школа (открыта в 1978 году), Малышевская специальная (коррекционная) общеобразовательная школа-интернат (закрыта в 2018 году), детский сад № 6, библиотека, пожарная часть, отделение федеральной почтовой связи.

## Достопримечательности
- В селе Церковь Николая Чудотворца (1847)[2]
- Малышевский могильник IV—XI веков в 1 км от северо-восточной окраины села